# Hugh Grant (Manager)

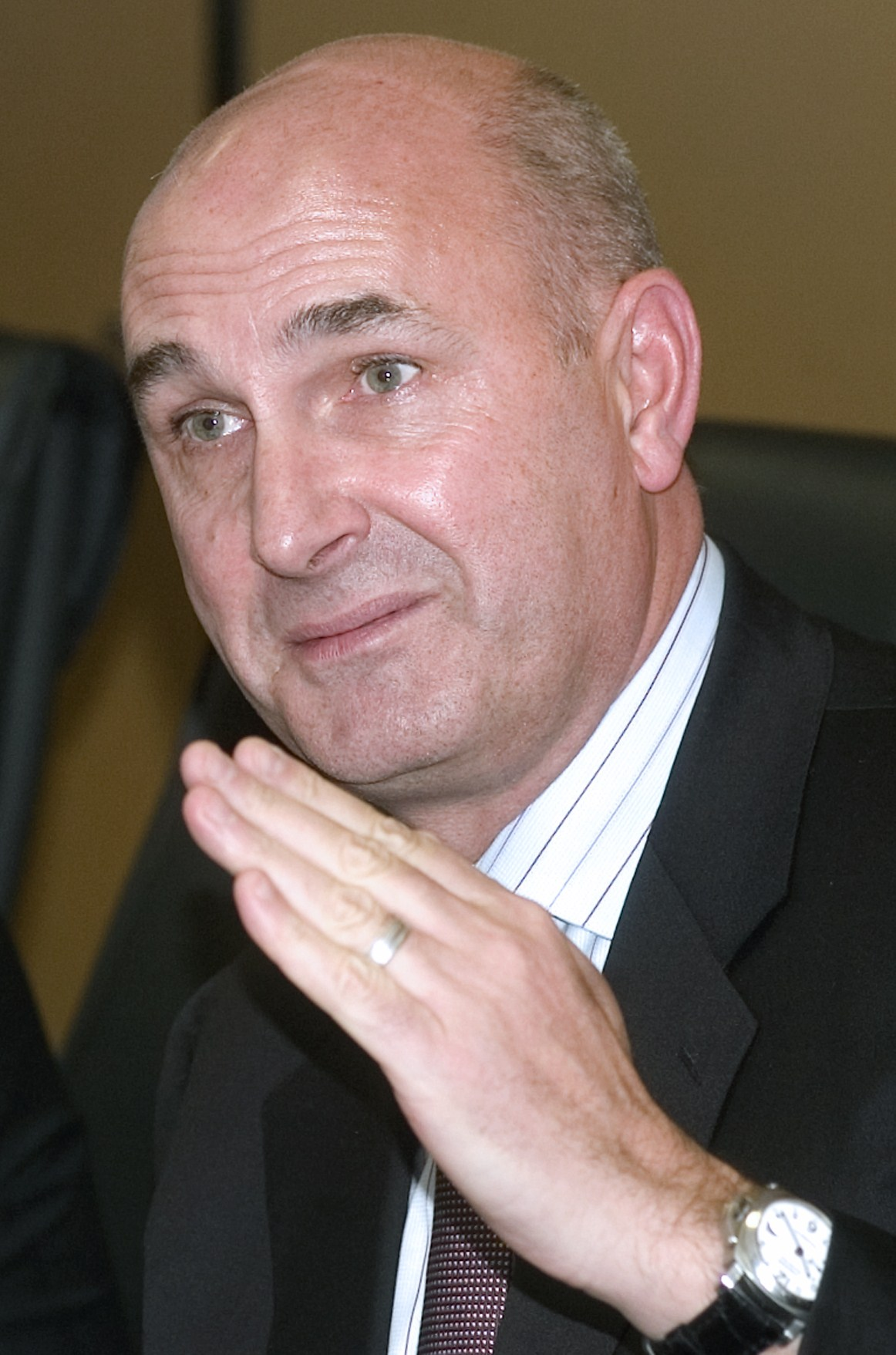
Hugh Grant (2008)

Hugh Grant (* 23. März 1958 in Larkhall, Schottland) ist ein britischer Manager. Er war vor der Übernahme durch die Bayer AG der letzte Chief Executive Officer von Monsanto.

## Leben
Grant erlangte den Bachelor of Science in agrarwissenschaftlicher Zoologie an der Universität Glasgow, einen akademischen Grad in Agrarwissenschaften an der University of Edinburgh und einen MBA am International Management Centre in Buckingham, England. Er arbeitete von 1981 bis 1991 in Schottland für die US-amerikanische Firma Monsanto und wurde danach „globaler Strategiedirektor“ der Landwirtschaftssparte in St. Louis, Missouri. 1995 wurde er Vorstand für den Bereich Asien-Pazifik und 1998 Mitpräsident der Landwirtschaftssparte.
Im März 2009 wurde Grant zu einem der 30 respektiertesten CEOs auf Barron's annual list gewählt.  Er wurde 2010 CEO des Jahres von dem Chief Executive Magazin ernannt. 2011 wurde er in die American Academy of Arts and Sciences aufgenommen.
2009 verdiente Grant ungefähr 10,8 Millionen US-Dollar (zum damaligen Jahresdurchschnittskurs umgerechnet rund 7,7 Mio. Euro), davon den überwiegenden Teil in Aktien und Aktienoptionen.